# Prometheus (motore a razzo)
Il Prometheus è un motore a razzo, per una futura versione dell'Ariane 6 o suo successore, in sviluppo da parte dell'Agenzia spaziale europea, alimentato a metano liquido/LOX e riutilizzabile.
Il motore avrà costi di realizzazione sostanzialmente inferiori rispetto ai motori tradizionali fabbricati in Europa.

## Storia
L'Agenzia spaziale europea ha iniziato a finanziare lo sviluppo di Prometheus nel giugno 2017 con 85 milioni di euro erogati attraverso un meccanismo di capitale dell'ESA denominato "Future Launchers Preparatory Programme" (programma preparatorio per i futuri lanciatori).
Patrick Bonguet, che guida il programma di lancio del veicolo Ariane 6 dell'ArianeSpace, nel giugno 2017 ha indicato che è possibile che il motore Prometheus possa trovare un uso su una versione futura dell'attuale Ariane 6 non riutilizzabile, il così detto Ariane Next. Si prevede che l'Ariane 6 nella configurazione non riutilizzabile effettuerà un lancio iniziale ad inizio 2021 mentre l'Ariane Next è previsto verrà lanciato attorno al 2030, dopo cioè che si saranno conclusi gli sviluppi su tutta una serie di progetti dimostrativi e nuove tecnologie, compreso appunto il motore Prometheus.

## Caratteristiche
L'obiettivo di costo è quello di produrre il motore Prometheus ad un decimo del costo del motore del primo stadio dell'Ariane 5, non dovendo costare più di 1 milione di euro; per ottenere questo obbiettivo si ridurrà il numero di componenti, semplificandone la realizzazione, ma anche il peso del motore, ricorrendo ampiamente all'uso della stampa 3d.
Il motore utilizzerà un ciclo a generatore di gas Metano/LOX e avrà una spinta variabile da 300 kN a 1 MN (equivalente a 100 tonnellate) per essere adatto all'utilizzo sia sul primo che sul secondo stadio dell'Ariane 6.
L'utilizzo del metano liquido come propellente al posto del LH2, a fronte di una diminuzione dell'impulso specifico (sopra i 300 s contro i 400 s con l'uso dell'idrogeno), permette tutta una serie di vantaggi:
- è più facilmente immagazzinabile, dovendo portare la temperatura a soli 112 K (−161,15 °C) per mantenerlo liquido, il che consente di evitare di utilizzare costosi ed ingombranti isolanti termici speciali o particolari sistemi criogenici per mantenere le condizioni di stoccaggio;
- le relative alte temperature di stoccaggio permettono di rende più economica la lavorazione industriale e lo stesso stoccaggio del combustibile.
- il punto di ebollizione è più vicino a quello dell'ossigeno liquido (90 K), questo consente di poter ridurre isolamento termico tra il combustibile e l'ossidante stoccati, permettendo così risparmi economici e una leggera riduzione del peso del vettore;
- LOX + LH2 ha una densità apparente inferiore rispetto a LOX + LCH4 (290 kg/m3 contro 820 kg/m3), il che significa serbatoi di carburante, linee di alimentazione e persino turbo pompe più piccoli e leggeri ed in generale meno costosi;
- si evita di incorrere nell'infragilimento da idrogeno, il che rende il motore e vari altri componenti del razzo (in particolare i serbatoi di carburante) molto più adatti alla riusabilità;
- non si riscalda durante l'espansione e non esplode a contatto con l'ossigeno, rendendo la manipolazione e l'utilizzo più sicuro e permettendo una semplificazione, e quindi una riduzione dei costi di progettazione e realizzazione; inoltre, in caso di riscaldamento, la pressione aumenta più lentamente che nel caso dell'idrogeno, consentendo il rifornimento anche molto prima del lancio e non subito a ridosso dello stesso, riducendo così i rischi per la sicurezza nelle fasi pre-volo.

Per modulare la spinta il motore sarà dotato di un sistema computerizzato integrato che ne consentirà al contempo una diagnostica utile per l'attività manutentiva ed il riutilizzo, mentre si stima che ogni motore potrà essere riutilizzato fino ad un massimo di 10 volte.
La pressione della camera di combustione sarà di circa 100 bar (10000 kPa), con un rateo di miscelazione ottimale a 3,5, mentre è prevista una pressione di eiezione di 400 mbar, cioè ottimizzata per garantire una buona spinta al livello del mare nell'utilizzo al primo stadio.
Il suo utilizzo su più stadi, ognuno di questi con più motori, potrebbe comportare la necessità di alte cadenze produttive (si stima tra i 50 e le 100 unità all'anno) permettendo economie di scala.
Un primo utilizzo del motore è previsto sul dimostratore tecnologico Themis.